# シンクロン
株式会社シンクロンは、神奈川県横浜市西区みなとみらいに本社を置く、真空薄膜形成装置の製造・販売を行う企業である。

## 概要
真空薄膜形成装置（光学薄膜の形成）に関連した研究、開発、設計、製造、販売、技術サービスなどを総合的に行っている。この装置の分野では世界でトップクラスである。2000年代には日本国外（アジア圏）への進出を加速している。

## 沿革

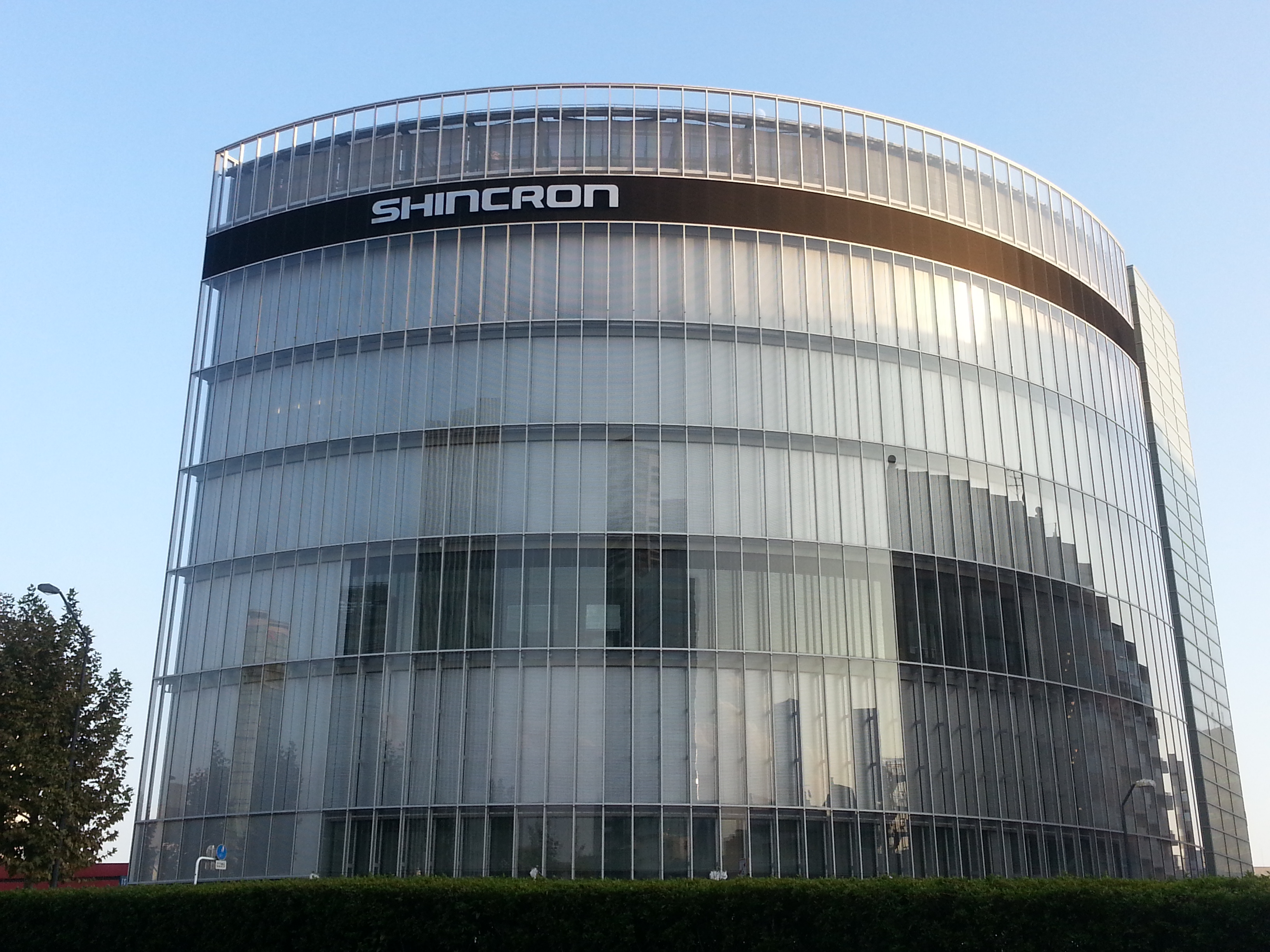
横浜市西区みなとみらいに完成した新本社ビル（2013年10月撮影）

- 1951年（昭和26年） - 有限会社真空器械研究所を設立。
- 1960年（昭和35年） - 真空器械工業株式会社に改組。
- 1971年（昭和46年） - 東京都品川区南大井に旧本社ビル完成。
- 1982年（昭和57年） - 東京都品川区東大井に鮫洲工場（旧・技術開発センター）完成。
- 1989年（平成元年） - 山形県鶴岡市に鶴岡工場完成。
- 1991年（平成3年） - 社名を現社名である株式会社シンクロンに変更。
- 2002年（平成14年） - 台湾支店開設。
- 2003年（平成15年） - 中国上海市にシンクロン上海設立。
- 2004年（平成16年） - 台中市にシンクロン台湾設立。
- 2005年（平成17年） - 中国深圳市にシンクロン深圳設立。
- 2007年（平成19年） - マレーシアにシンクロンマレーシア設立。
- 2008年（平成20年） - 横浜市西区みなとみらいに新本社ビル完成（研究開発を行うR&Dセンターを併設）。また、タイにシンクロン・テクノロジー・タイランド設立。
- 2010年（平成22年） - シンクロン上海機械製造設立。
- 2014年（平成26年） - 本社ビルの新館（既存のビルに増築、展示ルームや保育所を併設）が完成。
- 2016年（平成28年） - アメリカ・カリフォルニア州のサンノゼに北米拠点となるシンクロンアメリカ設立[3]。

## 拠点
詳細は当社公式サイト内の「事業所のページ」を参照。
日本国内
- 本社 - 横浜市西区みなとみらい4-3-5（シンクロン本社ビル）
- R&Dセンター - 本社ビルに設置
- 鶴岡工場 - 山形県鶴岡市宝田1-19-71

日本国外
- 上海拠点（中国上海市）
- 深圳拠点（中国深圳市）
- 台湾拠点（台中市）
- マレーシア拠点
- タイ拠点
- アメリカ拠点（カリフォルニア州サンノゼ）

## 本社ビル
横浜市西区みなとみらいに2008年9月、シンクロン本社ビル（6階建て・延床面積約6,585m2）が完成した。ビル内には本社機能の移転の他、研究開発施設を集約し最先端の設備を導入したR&Dセンターが設置されている。建物の設計は三菱地所設計によるもので、曲面の外観（ファサード）を高透過ガラスで覆ったダブルスキンの構造が特徴である。
シンクロン本社ビル新館（増築棟）

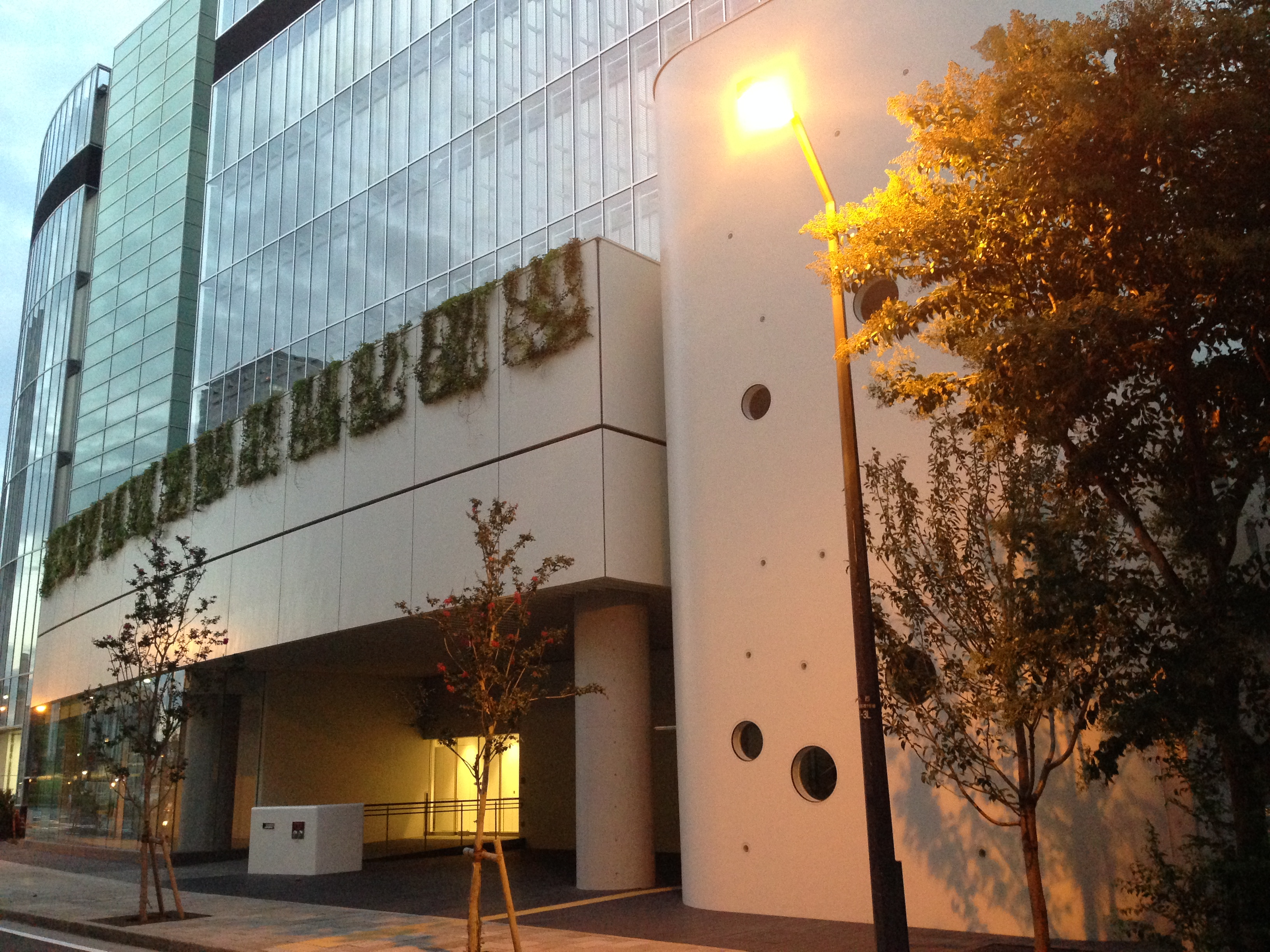
本社ビル新館エントランス

2014年9月には本社ビルの新館（7階建て・延床面積約6960m2、既存の本社ビルに隣接し一体的なデザインの増築棟）が完成した。事務所・研究開発施設等の拡張を目的とし、クリーンルームを備えている他に、展示ルームや保育所（ポピンズナーサリースクール横浜）も併設している。また、新館の建設工事と並行して地域冷暖房（みなとみらい21熱供給）の引き込み工事も実施された。
本社ビルのライトアップ
夜間には前述のダブルスキン構造と高透過ガラスを活かしたライトアップが実施されており、クリスマス時期に同地区で開催されるオフィスビル全館点灯にも参加している。なお、ライトアップは象の鼻パークでも採用されているレシップが開発したCCL（コールド・カソード・ランプ）を用いており、時間帯によって色調が変化しクリスマス時期には特別なカラーも楽しむことができる。

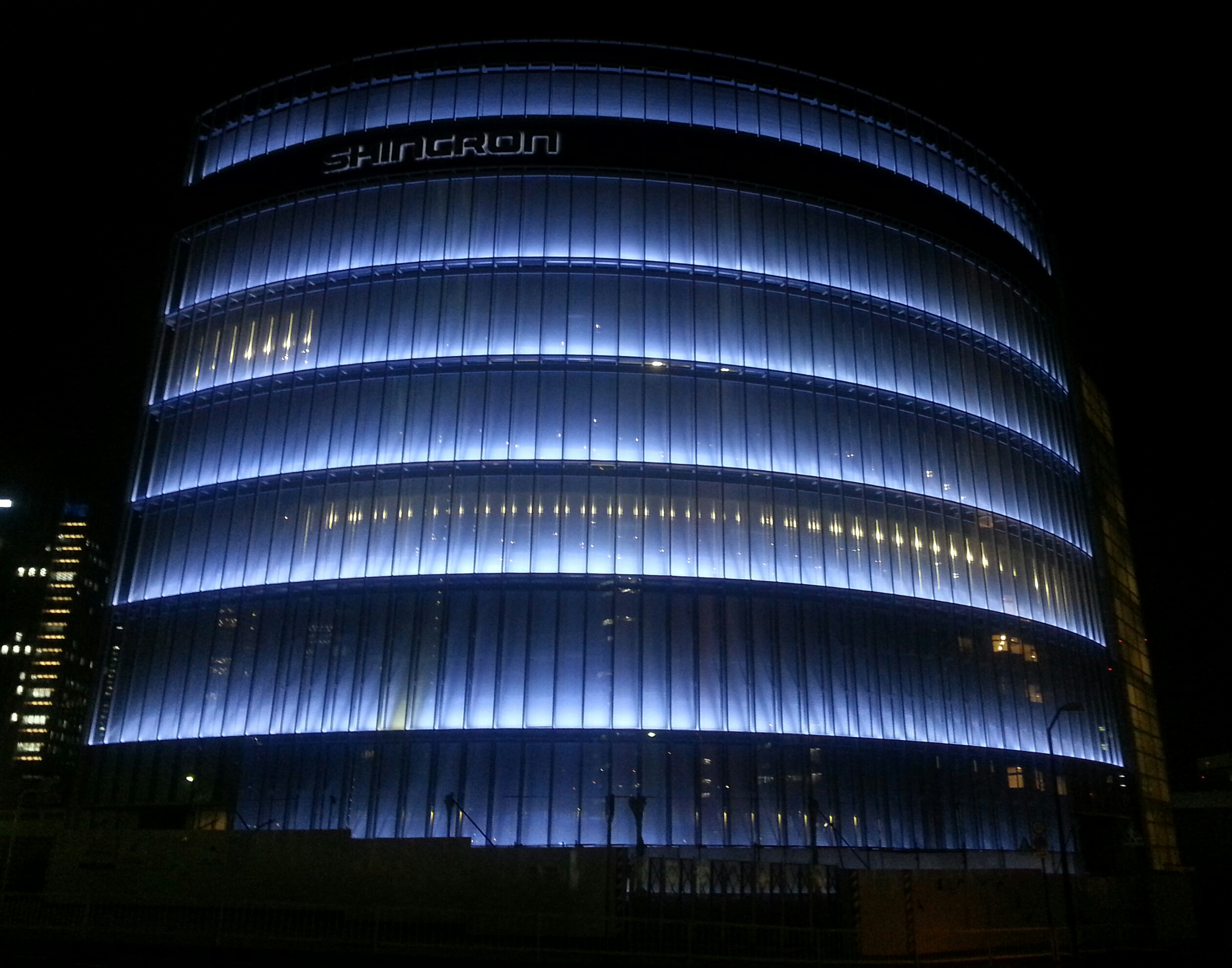
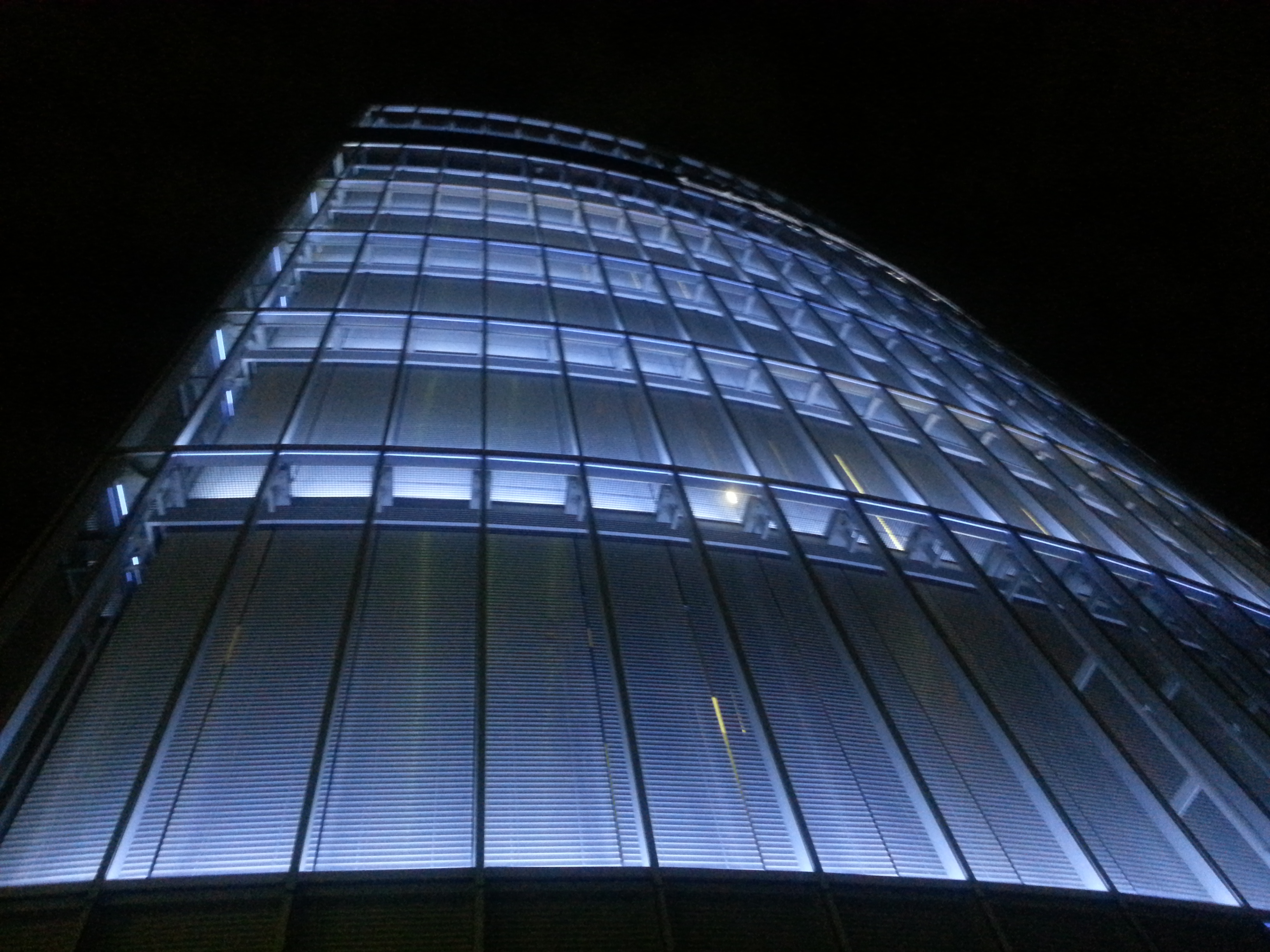
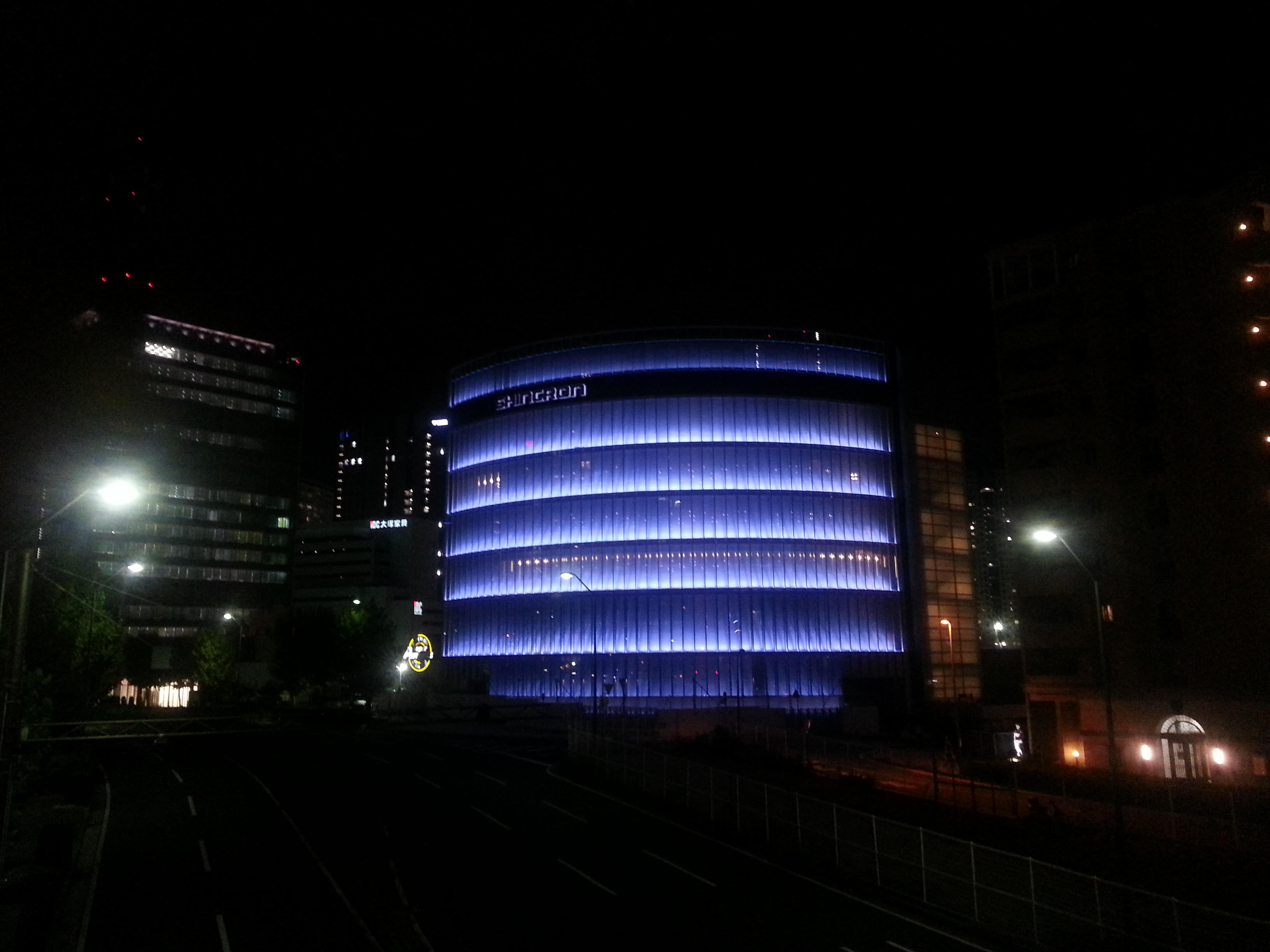

※いずれも2013年10月撮影（新館完成前）